# 마쓰쿠라성 (도야마현)

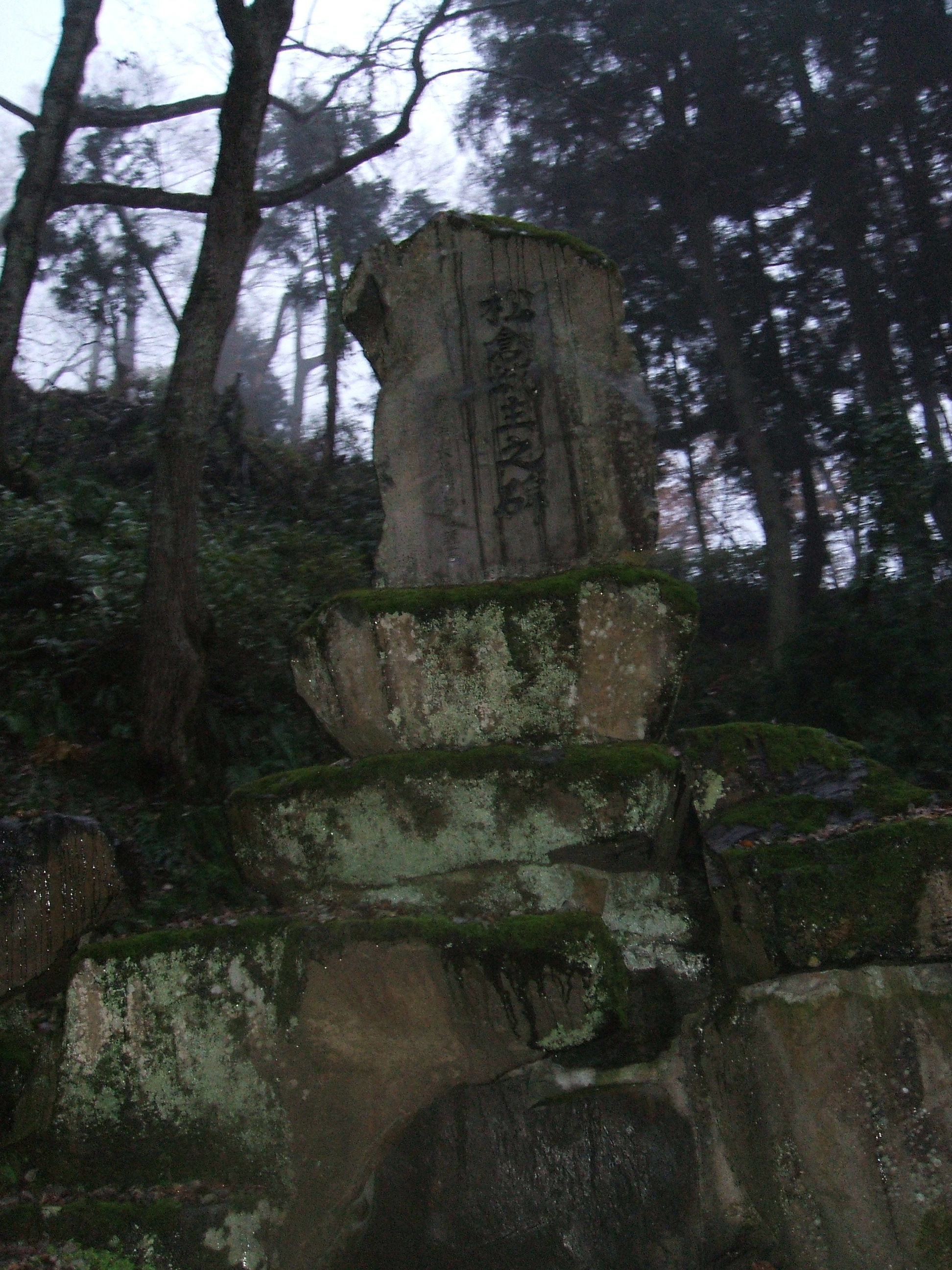
성안의 마쓰쿠라 성주의 비

마쓰쿠라성(일본어: 松倉城 마쓰쿠라조[*])은 도야마현 우오즈시에 있었던 산성이다. 이명으로는 시카쿠마 성(鹿熊城)으로 불리고 있다. 도야마 현 사적으로 지정되어 있다.

## 개요
마쓰쿠라 성은 우오즈 시내 남북쪽에 위치한 높이 430m 시카쿠마 산 정상에 있다. 혼쿠루와에는 수백그루의 벚나무가 심어져 있어 도야마 현내에서는 벚꽃의 명소로 알려져 있다. 산 위에서는 도야마 평야를 한눈에 볼 수 있으며 3면은 절벽으로 된 천혜의 요새이다. 또, 성의 혼쿠루와에서 시노쿠루와까지 일렬로 늘어선 연곽식 산성으로 산기슭의 오미조다이라(大見城平)를 포함해 총 5개 구루와로 구성되어 있다. 도야마 현내에서는 가장 큰 규모의 성이다.

## 역사
마쓰쿠라 성이 문헌에 등장하는 시기는 남북조 시대로 북조측에 가담한 후몬 도시키요(普門俊清)가 남조측에 가담한 에치고 군과 대치해 성에서 농성하였다는 기록이 있다. 아마 이 무렵인 1335년 경에 축성했을 것으로 전해지고 있다. 그 후 성주는 후몬 가문(普門氏), 사쿠라이 가문(桃井氏)을 거쳐 무로마치 시대에 오면 엣추 슈고 하타케야마 가문(畠山氏)의 슈고다이 가문인 시나 가문(椎名氏)의 거성으로 니카와 군을 통치하였다. 오닌의 난을 계기로 슈고 하타케야마 가문의 세력이 약해지자, 엣추는 진보 가문과 시나 가문의 각축장이 되었고, 에치고의 나가오 가문((長尾氏)후일 우에스기 가문(上杉氏))의 원조 얻은 시나 가문이 엣추를 장악한다.
1570년 성주 시나 야스타네는 우에스기 가문을 이반해 가이의 다케다 신겐과 결탁해 대립하였다. 이에 격노한 우에스기 겐신은 대군을 이끌고 공격해 성을 함락하였고, 야스타네는 쫓겨 일향종 문도와 연대해 항쟁을 계속하였다. 하지만, 1576년 하스누마 성이 함락되자, 자결한다. 이 후, 성주로 우에스기 가문의 가신 가와다 나가치카가 입성하지만, 1583년 삿사 나리마사가 이끄는 오다 군에 의해 성이 함락되었고, 성 아래 마을은 평지인 우오즈 성 부근으로 옮겨갔다. 1585년 도요토미 히데요시의 도야마 정벌 후, 삿사 나리마사는 1586년 히고로 전봉되었고, 이를 대신해 가가의 마에다 도시이에가 엣추를 다스린다. 이 무렵 마에다 가문의 가신 아오야마 사토노카미가 우오즈 성에 입성해 이 지역을 통치했다. 성의 폐성 연도는 관해서는 확실치는 않치만, 게이초 연간에 폐성되었다고 한다.

## 지성
마쓰쿠라 성은 얼마간의 지성이 존재한다. 우오즈 시 산간부 일대에 산성군을 형성하였다. 지성은 다음과 같다.
| - 우오즈 성 - 미즈오 성 - 기타야마 성 - 고스기누마 성 | - 마스카타 성 - 쓰보노 성 - 덴진 산성 |

## 관광
교통
- JR 서일본 우오즈역에서 버스로 환승〈시카쿠마 소학교 앞〉에서 하차.

이벤트
- 센고쿠노로시 축제가 5월 하순에 마쓰쿠라 성터와 마스카타 성터, 기타야마 성터에서 열린다.

주변 문화시설 및 관광정보
- 가토가와 댐
- 시라쿠라 터널 - 심령 스포츠
- 기타야마 광천 - 온천

## 같이 보기
- 엣추 3대 산성
  - 마스야마 성
  - 마쓰쿠라 성
  - 모리야마 성 (도야마 현)